# Cristal de souffrance
Pour les articles homonymes, voir Souffrance (homonymie).
Pour plus de détails, voir Fiche technique et Distribution.
Cristal de souffrance est un court métrage muet réalisé par Michel Houellebecq en 1978.

## Fiche technique
- Réalisation : Michel Houellebecq
- Scénario : Michel Houellebecq et Pierre Lamalattie
- Pays d'origine :  France
- Format : noir et blanc - muet
- Genre : drame
- Durée : 30 minutes
- Date de réalisation : 1978

## Distribution
- Michel Houellebecq : Johnny de Smythe-Winter
- Dominique Plé : La femme
- Henri Villedieu de Torcy : Le voyageur